# Liste des longs métrages allemands proposés à l'Oscar du meilleur film international

## Soumissions allemandes

### Pour l'Allemagne de l'Ouest
| Année (Cérémonie) | Titre français                               | Titre original                           | Titre anglais utilisé pour la sélection | Réalisateur              | Résultat  |
| ----------------- | -------------------------------------------- | ---------------------------------------- | --------------------------------------- | ------------------------ | --------- |
| 1957 (29e)        | Le Capitaine de Köpenick                     | Der Hauptmann von Köpenick               | The Captain of Köpenick                 | Helmut Käutner           | Nommé     |
| 1958 (30e)        | La Nuit quand le diable venait               | Nachts, wenn der Teufel kam              | The Devil Strikes at Night              | Robert Siodmak           | Nommé     |
| 1959 (31e)        | Les soldats ne sont pas de bois              | Helden                                   | Arms and the Man                        | Franz Peter Wirth        | Nommé     |
| 1960 (32e)        | Le Pont                                      | Die Brücke                               | The Bridge                              | Bernhard Wicki           | Nommé     |
| 1961 (33e)        | Faust                                        | Faust                                    | Faust                                   | Peter Gorski (de)        | Non nommé |
| 1962 (34e)        | Le Miracle du père Malachias                 | Das Wunder des Malachias                 | The Miracle of Father Malachia          | Bernhard Wicki           | Non nommé |
| 1966 (38e)        | Es                                           | Es                                       | It                                      | Ulrich Schamoni          | Non nommé |
| 1967 (39e)        | Les Désarrois de l'élève Törless             | Der junge Törless                        | Young Törless                           | Volker Schlöndorff       | Non nommé |
| 1968 (40e)        | Tatouage                                     | Tätowierung                              | Tattoo                                  | Johannes Schaaf          | Non nommé |
| 1969 (41e)        | Les Artistes sous les chapiteaux : Perplexes | Die Artisten in der Zirkuskuppel: Ratlos | Artists Under the Big Top: Perplexed    | Alexander Kluge          | Non nommé |
| 1970 (42e)        | Scènes de chasse en Bavière                  | Jagdszenen aus Niederbayern              | Hunting Scenes From Bavaria             | Peter Fleischmann        | Non nommé |
| 1971 (43e)        | O.k.                                         | O.k.                                     | O.k.                                    | Michael Verhoeven        | Non nommé |
| 1972 (44e)        | Le Château                                   | Das Schloß                               | The Castle                              | Rudolf Noelte (de)       | Non nommé |
| 1973 (45e)        | Trotta                                       | Trotta                                   | Trotta                                  | Johannes Schaaf          | Non nommé |
| 1974 (46e)        | Le Piéton                                    | Der Fußgänger                            | The Pedestrian                          | Maximilian Schell        | Nommé     |
| 1975 (47e)        | Einer von uns beiden                         | Einer von uns beiden                     | One or the Other of Us                  | Wolfgang Petersen        | Non nommé |
| 1976 (48e)        | L'Énigme de Kaspar Hauser                    | Jeder für sich und Gott gegen alle       | The Enigma of Kaspar Hauser             | Werner Herzog            | Non nommé |
| 1977 (49e)        | Ansichten eines Clowns                       | Ansichten eines Clowns                   | The Clown                               | Vojtěch Jasný            | Non nommé |
| 1978 (50e)        | L'Ami américain                              | Der amerikanische Freund                 | The American Friend                     | Wim Wenders              | Non nommé |
| 1979 (51e)        | La Cellule en verre                          | Die gläserne Zelle                       | The Glass Cell                          | Hans W. Geißendörfer     | Nommé     |
| 1980 (52e)        | Le Tambour                                   | Die Blechtrommel                         | The Tin Drum                            | Volker Schlöndorff       | Lauréat   |
| 1981 (53e)        | Fabian                                       | Fabian                                   | Fabian                                  | Wolf Gremm               | Non nommé |
| 1982 (54e)        | Lili Marleen                                 | Lili Marleen                             | Lili Marleen                            | Rainer Werner Fassbinder | Non nommé |
| 1983 (55e)        | Fitzcarraldo                                 | Fitzcarraldo                             | Fitzcarraldo                            | Werner Herzog            | Non nommé |
| 1984 (56e)        | La Femme flambée                             | Die flambierte Frau                      | A Woman in Flames                       | Robert van Ackeren       | Non nommé |
| 1985 (57e)        | Morgen in Alabama                            | Morgen in Alabama                        | Man Under Suspicion                     | Norbert Kückelmann       | Non nommé |
| 1986 (58e)        | Amère Récolte                                | Bittere Ernte                            | Angry Harvest                           | Agnieszka Holland        | Nommé     |
| 1987 (59e)        | Mes deux hommes                              | Männer...                                | Men...                                  | Doris Dörrie             | Non nommé |
| 1988 (60e)        | Les Ailes du désir                           | Der Himmel über Berlin                   | Wings of Desire                         | Wim Wenders              | Non nommé |
| 1989 (61e)        | Yasemin                                      | Yasemin                                  | Yasemin                                 | Hark Bohm                | Non nommé |
| 1990 (62e)        | La Toile d'araignée                          | Das Spinnennetz                          | Spider's Web                            | Bernhard Wicki           | Non nommé |

### Pour l'Allemagne de l'Est
| Année (Cérémonie) | Titre français        | Titre original   | Titre anglais utilisé pour la sélection | Réalisateur                       | Résultat  |
| ----------------- | --------------------- | ---------------- | --------------------------------------- | --------------------------------- | --------- |
| 1974 (46e)        | Le Troisième          | Der Dritte       | Her Third                               | Egon Günther                      | Non nommé |
| 1977 (49e)        | Jacob le menteur      | Jakob der Lügner | Jacob the Liar                          | Frank Beyer                       | Nommé     |
| 1978 (50e)        | Maman, je suis vivant | Mama, ich lebe   | Mama, I'm Alive                         | Konrad Wolf                       | Non nommé |
| 1981 (53e)        | La Fiancée            | Die Verlobte     | The Fiancee                             | Günter Reisch Günther Rücker (de) | Non nommé |
| 1984 (56e)        | Le Séjour             | Der Aufenthalt   | The Turning Point                       | Frank Beyer                       | Non nommé |

### Pour l'Allemagne
| Année (Cérémonie) | Titre français                     | Titre original                                        | Titre anglais utilisé pour la sélection | Réalisateur                      | Résultat                   |
| ----------------- | ---------------------------------- | ----------------------------------------------------- | --------------------------------------- | -------------------------------- | -------------------------- |
| 1991 (63e)        | Das schreckliche Mädchen           | Das schreckliche Mädchen                              | The Nasty Girl                          | Michael Verhoeven                | Nommé                      |
| 1993 (65e)        | Schtonk !                          | Schtonk!                                              | Schtonk!                                | Helmut Dietl                     | Nommé                      |
| 1994 (66e)        | Justice                            | Justiz                                                | Justice                                 | Hans W. Geißendörfer             | Non nommé                  |
| 1995 (67e)        | Les Années du mur                  | Das Versprechen                                       | The Promise                             | Margarethe von Trotta            | Non nommé                  |
| 1996 (68e)        | Frère sommeil                      | Schlafes Bruder                                       | Brother of Sleep                        | Joseph Vilsmaier                 | Non nommé                  |
| 1997 (69e)        | L'Homme de la mort                 | Der Totmacher                                         | Deathmaker                              | Romuald Karmakar                 | Non nommé                  |
| 1998 (70e)        | Au-delà du silence                 | Jenseits der Stille                                   | Beyond Silence                          | Caroline Link                    | Nommé                      |
| 1999 (71e)        | Cours, Lola, cours                 | Lola rennt                                            | Run Lola Run                            | Tom Tykwer                       | Non nommé                  |
| 2000 (72e)        | Aimée et Jaguar                    | Aimée und Jaguar                                      | Aimée and Jaguar                        | Max Färberböck                   | Non nommé                  |
| 2001 (73e)        | L'Insaisissable                    | Die Unberührbare                                      | No Place to Go                          | Oskar Roehler                    | Non nommé                  |
| 2002 (74e)        | L'Expérience                       | Das Experiment                                        | The Experiment                          | Oliver Hirschbiegel              | Non nommé                  |
| 2003 (75e)        | Nowhere in Africa                  | Nirgendwo in Afrika                                   | Nowhere in Africa                       | Caroline Link                    | Lauréat                    |
| 2004 (76e)        | Good Bye, Lenin!                   | Good Bye, Lenin!                                      | Good Bye, Lenin!                        | Wolfgang Becker                  | Non nommé                  |
| 2005 (77e)        | La Chute                           | Der Untergang                                         | Downfall                                | Oliver Hirschbiegel              | Nommé                      |
| 2006 (78e)        | Sophie Scholl : Les Derniers Jours | Sophie Scholl - Die letzten Tage                      | Sophie Scholl – The Final Days          | Marc Rothemund                   | Nommé                      |
| 2007 (79e)        | La Vie des autres                  | Das Leben der Anderen                                 | The Lives of Others                     | Florian Henckel von Donnersmarck | Lauréat                    |
| 2008 (80e)        | De l'autre côté                    | Auf der anderen Seite                                 | The Edge of Heaven                      | Fatih Akın                       | Non nommé                  |
| 2009 (81e)        | La Bande à Baader                  | Der Baader Meinhof Komplex                            | The Baader Meinhof Complex              | Uli Edel                         | Nommé                      |
| 2010 (82e)        | Le Ruban blanc                     | Das weiße Band                                        | The White Ribbon                        | Michael Haneke                   | Nommé                      |
| 2011 (83e)        | L'Étrangère                        | Die Fremde                                            | When We Leave                           | Feo Aladag                       | Non nommé                  |
| 2012 (84e)        | Pina                               | Pina – Tanzt, tanzt sonst sind wir verloren           | Pina                                    | Wim Wenders                      | Présélectionné en janvier  |
| 2013 (85e)        | Barbara                            | Barbara                                               | Barbara                                 | Christian Petzold                | Non nommé                  |
| 2014 (86e)        | D'une vie à l'autre                | Zwei Leben                                            | Two Lives                               | Georg Maas Judith Kaufmann       | Présélectionné en janvier  |
| 2015 (87e)        | Les Sœurs bien-aimées              | Die geliebten Schwestern                              | Beloved Sisters                         | Dominik Graf                     | Non nommé                  |
| 2016 (88e)        | Le Labyrinthe du silence           | Im Labyrinth des Schweigens                           | Labyrinth of Lies                       | Giulio Ricciarelli               | Présélectionné en décembre |
| 2017 (89e)        | Toni Erdmann                       | Toni Erdmann                                          | Toni Erdmann                            | Maren Ade                        | Nommé                      |
| 2018 (90e)        | In the Fade                        | Aus dem Nichts                                        | In the Fade                             | Fatih Akın                       | Présélectionné en décembre |
| 2019 (91e)        | L'Œuvre sans auteur                | Werk ohne Autor                                       | Never Look Away                         | Florian Henckel von Donnersmarck | Nommé                      |
| 2020 (92e)        | Benni                              | Systemsprenger                                        | System Crasher                          | Nora Fingscheidt                 | Non nommé                  |
| 2021 (93e)        | Et demain, le monde entier         | Und morgen die ganze Welt                             | And Tomorrow the Entire World           | Julia von Heinz                  | Non nommé                  |
| 2022 (94e)        | I'm Your Man                       | Ich bin dein Mensch                                   | I'm Your Man                            | Maria Schrader                   | Présélectionné en décembre |
| 2023 (95e)        | À l'Ouest, rien de nouveau         | Im Westen nichts Neues                                | All Quiet on the Western Front          | Edward Berger                    | Lauréat                    |
| 2024 (96e)        | La Salle des profs                 | Das Lehrerzimmer                                      | The Teachers' Lounge                    | İlker Çatak                      | Nommé                      |
| 2025 (97e)        | Les Graines du figuier sauvage     | Die Saat des heiligen Feigenbaums (دانه‌ی انجیر معابد) | The Seed of the Sacred Fig              | Mohammad Rasoulof                | En attente                 |